# Ишимбайская фабрика трикотажных изделий
Ишимбайская фабрика трикотажных изделий — предприятие лёгкой промышленности в Ишимбае, выпускает около 300 моделей трикотажного белья и верхней одежды из трикотажа, около 60 % продукции — детский и ясельный ассортимент.
Занимает 6-е место в России среди 123 предприятий аналогичного профиля по объёму выпуска трикотажных изделий (более 3 млн штук в год). К 2012 году удельный вес продукции фабрики в общероссийском объёме составляет около 4 %.
Полное наименование юридического лица — ЗАО ордена «Знак Почёта» «Ишимбайская фабрика трикотажных изделий».

## История
Строительство корпусов началось в феврале 1964 года силами треста «Ишимбайжилстрой» по проекту Ленинградского ГПИ-3.
В конце 1966 года была введена первая очередь пускового комплекса фабрики, но трикотажную продукцию получили значительно раньше. Первый директор предприятия Ю. И. Бильгильдеев (работал в этой должности с декабря 1966 по 1978 год). Фабрика вводилась в строй действующих очередями в течение 1966—1968 годов.
В 1976 году предприятие награждено орденом «Знак Почёта» за «высокие темпы роста производительности труда, большую работу по освоению нового высокопроизводительного оборудования».
С 1982 года директор — Анатолий Саушин (брат учёного-нефтяника Александра Саушина).
В 1988—1993 годах велось переоснащение производства и обновления вязального и красильно-отделочного оборудования фирм Германии, Чехословакии, Швейцарии, Италии, Японии. В 1994 году на предприятии открылась пекарня.
В 2011 году предприятие наряду со всей российской лёгкой промышленностью перенесло крупную рецессию — уровень сбыта упал на 74 % относительно предыдущего периода, средняя заработная плата на фабрике снизилась с 12 тыс. руб. в месяц до 9,9 тыс. руб. в месяц.